# E962
La ruta europea E962 és una carretera que forma part de la Xarxa de carreteres europees. Comença a Eleusis (Grècia) i finalitza a Tebes (Grècia). Té una longitud de 50 km. Té una orientació de sud a nord.